# Yvette Kosmann-Schwarzbach
Yvette Kosmann-Schwarzbach (30 aprile 1941) è una matematica francese, dal 1993 insegna matematica all'Università di Scienza e Tecnologia di Lille e all'École polytechnique.
Kosmann-Schwarzbach si è laureata nel 1970 all'Università di Parigi sotto la supervisione di André Lichnerowicz con una tesi intitolata Dérivées de Lie des spineurs ( Derivata di Lie degli spinori). È autrice di oltre cinquanta articoli scientifici su geometria differenziale, algebra e fisica matematica, nonché curatrice di numerosi libri riguardanti la teoria dei sistemi integrabili. Il rilevamento di Kosmann in geometria differenziale prende il nome da lei.